# Síndrome d'abstinència de les benzodiazepines
La síndrome d'abstinència de les benzodiazepines és el conjunt de símptomes que apareixen quan una persona que ha pres alguna benzodiazepina durant un període durant el qual ha desenvolupat una dependència, n'atura el consum o en redueix la dosi. La síndrome d'abstinència de les benzodiazepinas a les síndromes produïts per l'abstinència de consum d'alcohol o l'abstinència de consum de barbitúrics i pot provocar símptomes greus que posen en perill la vida com ara convulsions.
Aquests símptomes greus, tant com els potencialment letals, estan majoritàriament limitats a la reducció abrupta o precipitada de dosis elevades.
Es pot desenvolupar una síndrome d'abstinència de les benzodiazepines prolongat en una proporció d'individus amb símptomes com ara: ansietat, irritabilitat, insomni i alteracions sensorials. En un nombre reduït de persones pot ser greu i semblar seriosos casos psiquiàtrics o mèdics per exemple: esquizofrènia i convulsions.
Un greu efecte secundari de l'abstinència de benzodiazepines és el suïcidi.
La síndrome d'abstinència de les benzodiazepines pot ser minimitzada en intensitat i gravetat mitjançant una reducció gradual de la dosi.
La suspensió de benzodiazepines és usualment benèfica a causa dels efectes adversos associats a l'ús prolongat de benzodiazepines.
No obstant això, és recomanable que els consumidors d'ús prolongat no siguin forçats a suspendre el seu ús de manera violenta o abrupta.
L'exposició crònica a les benzodiazepines causa adaptacions físiques en el cervell que contraresten els efectes de la droga. Això és conegut com a tolerància i dependència física. Quan són suspeses les benzodiazepines o se'n redueix la seva dosi, en un individu físicament dependent, nombrosos símptomes tant físics com psicològics poden aparèixer i romandre presents fins que el cos contraresti la dependència física amb l'adaptació a la manca de la droga i retorni d'aquesta manera el cervell al seu funcionament normal.
Generalment, com més alta la dosi de la benzodiazepina, més llarg n'és el període d'ús i més necessitat hi ha de baixar el seu consum. Si hom fa amb pressa és més possible l'aparició de símptomes greus. No obstant això, símptomes greus poden aparèixer fins i tot durant la reducció gradual de la dosi o partint de dosis relativament baixes.
En certs grups de pacients seleccionats la presència de símptomes per l'abstinència arriba al 100%, mentre que en grups de pacients no seleccionats més del 50% dels subjectes són capaços d'aturar les benzodiazepines amb símptomes suaus o fins i tot cap símptoma. Els símptomes poden persistir per setmanes o mesos després de la suspensió. En un subgrup de pacients més petit els símptomes per abstinència poden continuar a un nivell menys agut durant mesos, fins i tot un any o més. L'ús prolongat de benzodiazepines pot portar a símptomes similars als de l'abstinència malgrat mantenir una dosi terapèutica constant. Atribuir-hi correctament símptomes com ansietat, anteriorment mal diagnosticats, als efectes de l'abstinència de benzodiazepines juntament amb estratègies personalitzades de reducció d'acord amb la gravetat dels símptomes, més la inclusió d'estratègies alternatives com a consol i remissió a grups de suport augmenten l'índex d'èxit en la suspensió.
Els símptomes per abstinència poden aparentar símptomes psiquiàtrics que els doctors amb freqüència interpreten com evidència de la necessitat de les benzodiazepines, la qual cosa condueix al fracàs i restabliment de les benzodiazepines, en molts casos a dosis més altes.

## Rerefons
Els sedants hipnòtics, com les benzodiazepines, barbitúrics i alcohol causen durant la seva suspensió les més serioses complicacions mèdiques. Aquests són considerats clínicament més perillosos de suspendre que els opiacis.
És comú en els pacients l'ús prolongat inapropiat de benzodiazepines. A causa de la tolerància i la dependència psicològica que generen, l'ús de les benzodiazepines està generalment recomanat només per al seu ús en períodes curts, unes poques setmanes, seguit per una reducció gradual de la dosi.
La sobre-prescripció de benzodiazepines a llarg termini pot causar dependència i tenir molts efectes adversos per a la salut.
Els pacients típicament reben poca informació i suport dels seus doctors.
Com que el tractament a llarg termini, fins i tot a dosis baixes, amb benzodiazepines està associat amb efectes adversos com ara deteriorament cognitiu, es recomana l'abstinència de les benzodiazepines.
Molts pacients desitgen suspendre l'ús de benzodiazepines preocupats pels seus efectes adversos per l'ús prolongat i molta gent ha suspès amb èxit aquestes drogues a tot el món. Com a resultat la dependència de les benzodiazepines i la seva suspensió ha estat investigat extensivament en la literatura mèdica. Un sumari de literatura mèdica sobre les benzodiazepines i tècniques per a la seva suspensió, combinat amb l'habilitat clínica de la Prof. Heather Ashton en psicofarmacologia, psiquiatria i la direcció d'una clínica de suspensió durant dotze anys, han conduït a la creació d'una molt coneguda guia per al pacient: El Manual d'Ashton. Amb suficient motivació i l'abordatge apropiat, gairebé tots els pacients poden suspendre satisfactòriament la presa de benzodiazepines. No obstant això, de cap manera se'ls ha de fer interrompre sobtadament el consum a usuaris de llarg termini dependents de les benzodiazepines, atès que hi ha un alt risc de causar un greu i potencialment letal síndrome d'abstinència. Una suspensió a pas lent amb reducció gradual de la dosi generalment en mitiga els riscos.

## Quadre clínic
Alguns dels símptomes causats per l'abstinència són idèntics als símptomes pels quals la medicació va ser originalment prescrita. La capacitat per diferenciar entre recaiguda i rebot és molt important durant la fase de suspensió i sovint pot induir a errors de diagnòstic. Els símptomes per l'abstinència de dosis baixes usualment duren entre sis i dotze mesos i milloren gradualment durant aquest període.
Els símptomes poden no tenir una causa psicològica i poden fluctuar en intensitat amb períodes de dies bons i dolents fins a una eventual recuperació.
Per aquesta raó, molts experts opinen que després de la suspensió del consum de benzodiazepines durant un període llarg o fins i tot en terminis bastant curts, s'han de deixar passar almenys sis mesos abans d'avaluar novament els símptomes i actualitzar un diagnòstic.
Els símptomes d'abstinència poden ocórrer tot i estar en una dosi estable de benzodiazepines a causa del fenomen d'«abstinència per tolerància», en el qual el cos experimenta els efectes de l'abstinència i demanda incrementar les dosis per així poder sentir-se «normal», la qual cosa pot conduir a un augment esglaonat de la dosi. És més comú que els símptomes d'abstinència ocorrin durant reduccions de la dosi. L'aparició de la síndrome d'abstinència de les benzodiazepines de vida mitjana perllongada pot demorar fins a tres setmanes, tot i que els símptomes d'abstinència de benzodiazepines d'acció curta sovint es presenten abans: usualment dins de les 24-48 hores.
Els símptomes d'abstinència de benzodiazepines o opioides que ocorren després de la suspensió de les infusions són comuns entre els pacients pediàtrics de cura intensiva. El risc de desenvolupament d'aquesta síndrome és augmentat d'acord amb la durada total del tractament amb infusions i la dosi total donada.
La síndrome d'abstinència de les benzodiazepines agut generalment dura dos mesos, però poden persistir símptomes d'abstinència clínicament significatius -encara que minvant gradualment- per molts mesos o fins i tot diversos anys. La gravetat i durada de la síndrome d'abstinència està probablement determinada per diversos factors incloent índex de disminució de la dosi, durada del període de consum de benzodiazepines i grandària de la dosi. També és possible que influeixin factors genètics.
Ajustar la velocitat de reducció de la dosi d'acord amb els símptomes d'abstinència amb flexibilitat durant la fase de suspensió és la forma més efectiva de reduir la intensitat i durada dels símptomes. Algunes persones poden no arribar a estabilitzar-se completament entre les reduccions de la dosi fins i tot quan l'índex de reducció és disminuït. Aquestes persones de vegades simplement necessiten persistir en abandonar les benzodiazepines atès que pot ser que no se sentin millor fins que hagin suspès completament les benzodiazepines per un període.
L'ús a llarg termini de benzodiazepines causa menyscabament cognitiu, neurològic i intel·lectual.En un estudi es va comprovar que després d'un any d'abstinència de la benzodiazepines aquests deterioraments havien retornat a la normalitat (recuperació de facultats).
Els pacients que són físicament dependents d'ansiolítics benzodiazepínics de curta acció poden experimentar allò conegut com a «abstinència entre dosis». L'«abstinència entre dosis» és l'aparició de símptomes d'abstinència en el temps que transcorre des de la presa d'una dosi i abans d'arribar a la següent per causa que l'acció de la dosi prèvia desapareix. Això pot causar símptomes com ara ansietat de rebot entre dosis i ànsia per la dosi següent.
Símptomes com l'insomni de rebot pot aparèixer després de només set dies d'administració de benzodiazepines.
Un altre assaig va demostrar l'existència d'efecte rebot per abstinència després de només divuit nits d'ús de lorazepam com hipnòtic.
Es va desenvolupar ansietat durant el dia i tensió després de només set dies d'ús d'hipnòtics benzodiazepínics d'acció curta. Durant l'abstinència de benzodiazepines després només set nits d'ús, l'insomni de rebot causat per l'abstinència va ser pitjor que a l'inici.
L'ús intermitent de benzodiazepines fins i tot durant un breu període pot causar insomni de rebot.
Mentre que l'ús d'hipnòtics d'acció curta és efectiu per agafar el son, aquests empitjoren la segona meitat de la son a causa dels efectes d'abstinència.
L'ús de triazolam té comunament associat símptomes d'abstinència durant el dia. Això és degut al seu molt curta vida mitjana. Pacients van reportar ansietat, aflicció, pèrdua de pes, pànic i depressió, desrealització i van desenvolupar paranoia després de només deu nits d'ús de triazolam.
Aquestes reaccions van ocórrer més comunament amb triazolam que amb lormetazepam el qual té una vida mitjana intermèdia. Per tant, com més curta acció té un hipnòtic benzodiazepínic més greus són els símptomes d'abstinència en el dia.
L'ansietat relacionada amb l'abstinència en el dia, també pot ocórrer per l'ús crònic d'hipnòtics no-benzodiazepínics nocturns com zopiclona.
Després només 8 o 9 setmanes de consum d'alprazolam (Xanax o Alplax) en una dosi fixa prescrita, els següents símptomes van ocórrer després d'una descontinuació abrupta: disfòria, cansament, baixa energia, confusió, pressió sanguínia sistòlica elevada i ansietat greu.

### Símptomes durant la reducció gradual
Els següents símptomes poden sorgir durant la reducció gradual de la dosi però usualment poden ser atenuats o eliminats totalment mitjançant la disminució de l'índex de reducció:
- Ansietat, possible terror i atac de pànic[17][36]
- Agitació i ansietat[17]
- Hipocondria[17]
- Midriasi (ninetes dilatades)[4]
- Problemes de concentració[36]
- Malsons[37]
- Insomni[37]
- Espasme muscular, rampes o fasciculació[38]
- Sensació de xoc elèctric[3][39]
- Visió tèrbola[17]
- Vertigen[17]
- Xerostomia (boca seca)[17]
- Dolors[17]
- Sordera[17]
- Pertorbació del gust i l'olfacte[17]
- Dolor toràcic[17]
- Símptomes similars a la grip[17]
- Deteriorament de la memòria i concentració[17]
- Sensibilitat acrecentada al so[17]
- Major freqüència urinària[17]
- Parestlèsia (sensació de formigueig o adormiment)[17]
- Fogots freds o calents[17]
- Cefalea[36]
- Rebot de la fase del son REM (de l'anglès rapid eye movement:)[40]
- Rigidesa[17]
- Cansament i astènia (debilitat)[17]
- Hiperòsmia[41]
- Síndrome de les cames inquietes[11]
- Sabor metàl·lic[41]
- Fotofòbia[41]
- Paranoia[41]
- Al·lucinació hipnagògica[6]
- Nàusea i vòmit[37]
- Augment de la pressió sanguínia[42]
- Taquicàrdia[43]
- Hipertensió arterial[44]
- hipotensió ortostàtica[37]
- Depressió (pot ser greu),[45]
- possible ideació suïcida
- Tremolors[46][47]
- Suors[36]
- Pèrdua de gana i pèrdua de pes[48]
- Disfòria[49][50]
- Despersonalització[51][52]
- Desrealització (sensació d'irrealitat)[53]
- Trastorn obsessiu-compulsiu[54][55]
- Acúfens (brunzit en les oïdes)[56]
- Parestèsia[41][52]
- Trastorns visuals[52]
- Labilitat emocional[17]
- Indecisió[17]
- Problemes de l'aparell digestiu (síndrome de l'intestí irritable)[57][58][59]

### Símptomes durant la reducció abrupta
Una discontinuació abrupta o precipitada de les benzodiazepines pot resultar en una síndrome d'abstenció més seriós i desagradable que addicionalment pot derivar en:
- Convulsions, que poden causar la mort[60][61]
- Catatònia, que pot causar la mort[62][63][64]
- Coma (inusual).[65]
- Suicidi[5][66][67]
- Intent de suïcidi[52]
- Ideació suicida[68]
- Autolesió[52]
- Hipertèrmia[37]
- Deliris[69]
- Ideació Homicida[70]
- Necessitat urgent de cridar, llançar, trencar objectes o danyar a alguna persona[17]
- Violència[71]
- Trastorn per estrès postraumàtic[11]
- Síndrome orgànica cerebral[72]
- Psicosi[73][74]
- Confusió[35]
- Manía[75][76]
- Síndrome neurolèptica maligna (inusual)[77][78]
- Delírium trèmens[79][80][81]

Algunes persones només experimenten poc o gens l'abstenció a l'suspendre l'ús de benzodiazepines a llarg termini. No hi ha certesa pel que fa a la causa d'aquestes diferències entre pacients però recents investigacions en animals suggereixen que l'abstinència de drogues sedants-hipnòtiques pot estar influenciada per un component genètic.
Amb el progrés de la suspensió dels pacient sovint descobreixen que la seva salut física i mental millora juntament amb els seus estats d'ànim i cognició.

## Mecanisme i fisiopatologia
Les benzodiazepines causen un increment de la inhibició GABA; quan aquesta inhibició és sostinguda, és a dir amb l'ús a llarg termini- aquesta depressió del sistema nerviós central incrementada és balancejada per adaptacions neurològiques que resulten en una disminució de la inhibició GABA i una excitabilitat incrementada de sistema glutamat. Quan les benzodiazepines són suspeses, aquestes adaptacions neurològiques són «desemmascarades» causant excitabilitat del sistema nerviós i l'aparició dels símptomes de mancança. Es creu que l'activitat excitativa incrementada del glutamat durant l'abstenció resulta en el fenomen d'activitat propagada -fenomen kindling.
Es va descobrir que aquells que van tenir un historial previ d'abstinència de benzodiazepines tenen menys possibilitats de tenir èxit en la següent oportunitat. Abstinències repetides de benzodiazepines, com amb la abstinència de l'alcohol, pot portar a una sensibilització -fenomen Kindling- del sistema nerviós central, que possiblement causi un empitjorament de la cognició i simptomatologia, fent més difícil cada període d'abstinència subseqüent.

## Tractament

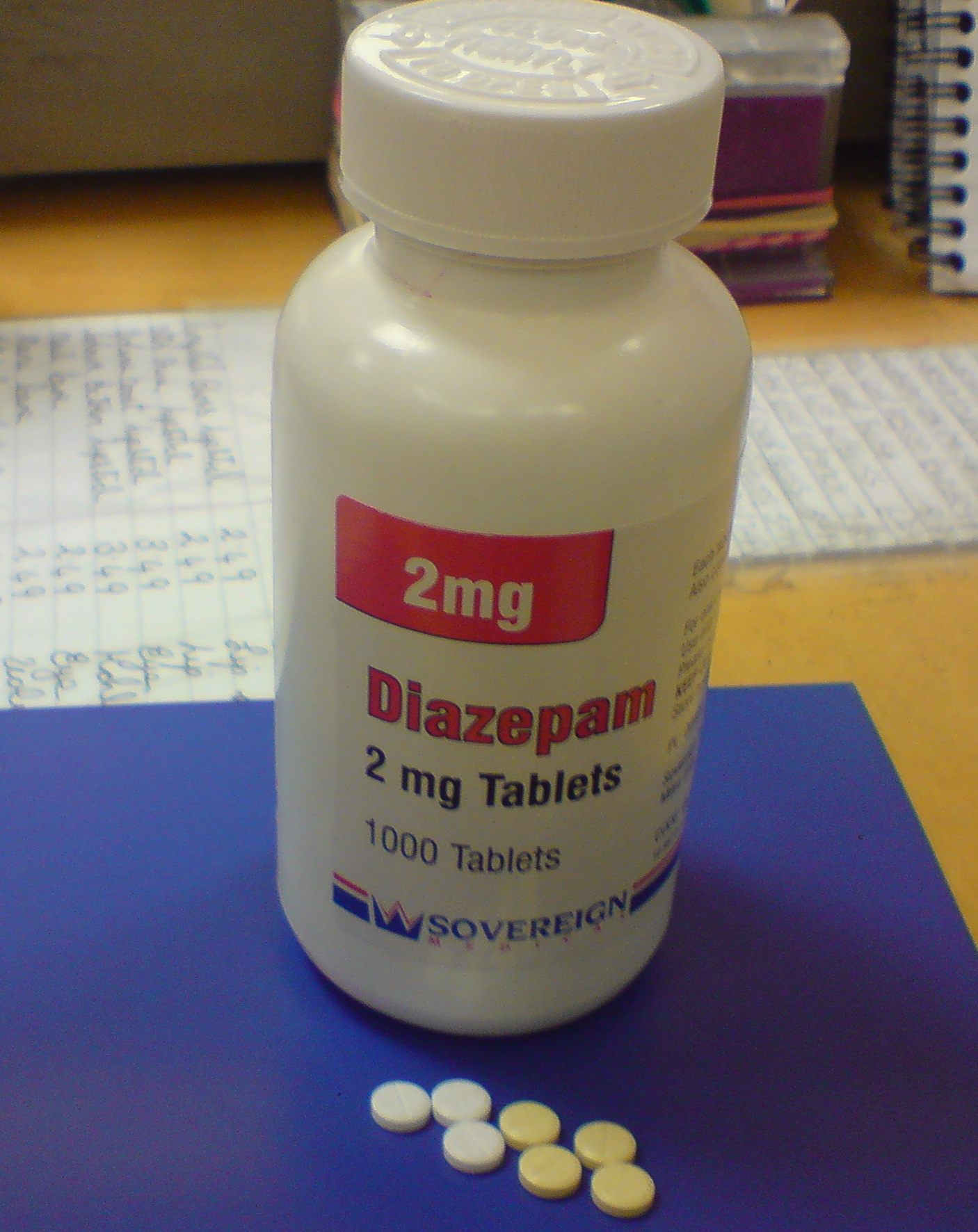
Píndoles de 2 mg y 5 mg de diazepam, les quals són emprades comunament en els tractaments de suspensió de benzodiazepines.

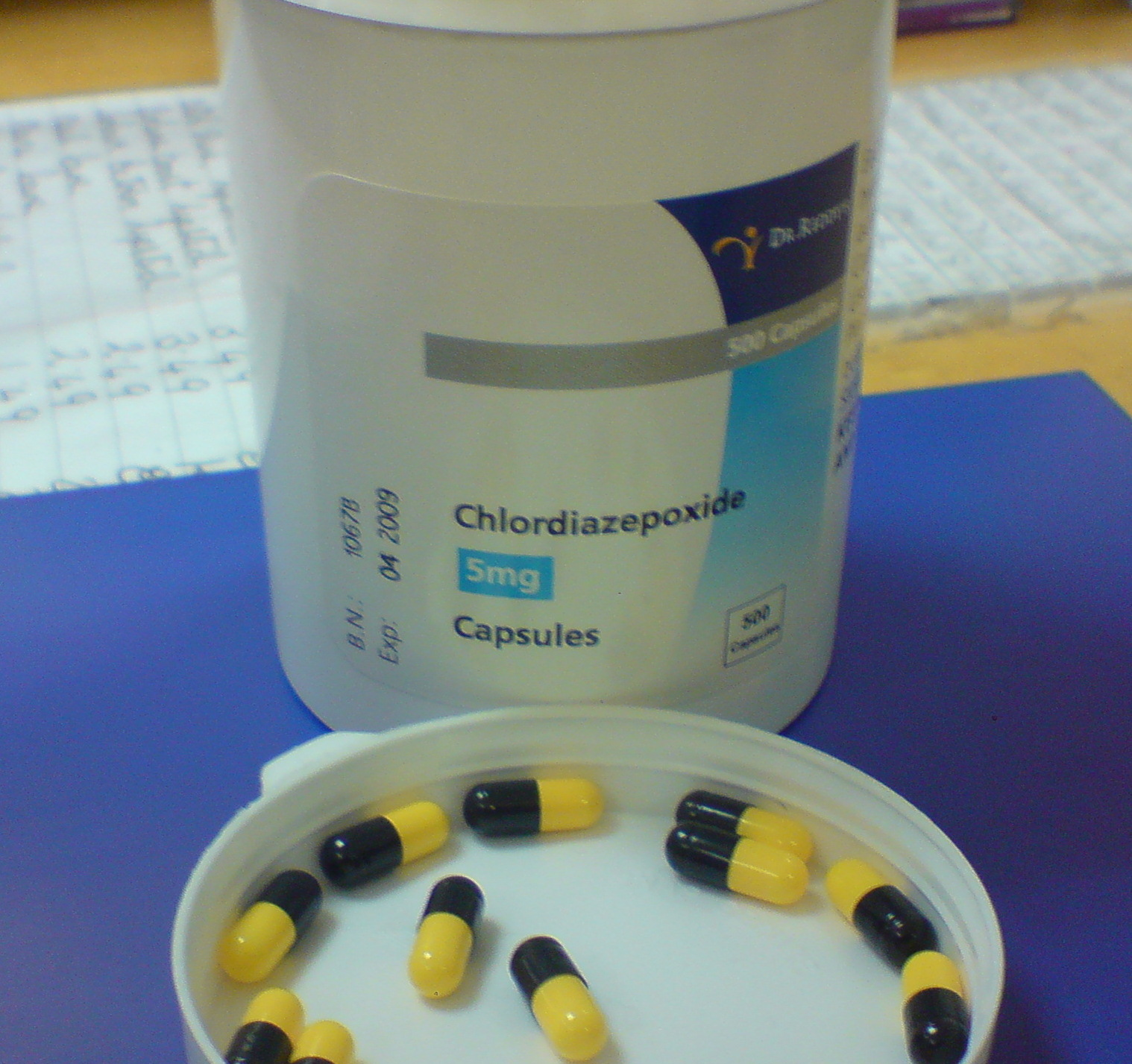
Càpsules de 5 mg de clordiazepòxid, emprades de vegades com alternativa al diazepam per a la suspensió de benzodiazepines. Igual que el diazepam té una llarga vida mitjana i metabolits actius de llarga durada.

L'índex d'èxits d'un programa de suspensió lenta és aproximadament de l'65%, però, alguns estudis han registrat un índex d'èxits més alt, d'entre 88 i 100%. Hi ha estudis que en un seguiment de dos anys després de la suspensió evidencien que el nombre de pacients psiquiàtrics que continuen sense prendre benzodiazepines després d'un programa de suspensió lenta té un percentatge similar.
La suspensió de benzodiazepines no condueix a un increment en la substitució per antidepressius.
Com més lent sigui el procés de disminució, menys intensos seran els símptomes d'abstenció i hi ha una forta evidència anecdòtica que com més lent sigui el procés de reducció hi haurà menys risc de desenvolupar una síndrome d'abstenció de benzodiazepines prolongat. El procés de suspensió preferentment usant diazepam o clordiazepòxid, per les seves llargues vides mitjanes i dosis de baixa potència, és dut a terme millor seguint les respostes corporals del pacient a l'abstinència després de la retallada de cada dosi. El  British National Formulary  -un llibre de guia mèdica que es proveeix a tots els metges britànics- afirma que és preferible fer una suspensió de benzodiazepines molt lenta de fer-ne una molt ràpida.

### Medicaments i interaccions
La professora Heather Ashton informà i un estudi confirmà, que el grup d'antibiòtics de les fluorquinolones són causants freqüents de complicacions en pacients que consumeixen crònicament benzodiazepines o que estan passant per una abstinència de benzodiazepines. Això és probablement el resultat de l'efecte antagònic de GABA de les fluorquinolones. Es va descobrir que les fluorquinolones desplacen competitivament a les benzodiazepines dels seus receptors cosa que pot precipitar símptomes d'abstenció aguts en subjectes dependents de les benzodiazepines.
Un estudi ha informat una toxicitat més alta del que és habitual en el sistema nerviós central a causa de les fluorquinolones en subjectes que eren dependents o en abstenció de benzodiazepines. Del públic en general l'1-4% experimenta toxicitat en el sistema nerviós central a causa de les fluorquinolones la qual pot ser greu. La incidència de toxicitat greu en el sistema nerviós central passa significativament més sovint en la població dependent de benzodiazepines. Les reaccions adverses del sistema nerviós central a les fluorquinolones van ser similars a aquelles vistes durant l'abstenció de benzodizepines i van persistir per setmanes o mesos abans de declinar. Els símptomes incloïen Depressió, ansietat, psicosi, paranoia, insomni greu, parestèsia, acufens, hipersensibilitat a la llum i al so, tremolors, estat epilèptic, pensaments suïcides, i intent de suïcidi. L'estudi va confirmar que la toxicitat del sistema nerviós central per les fluorquinolones pot ser seriosa, ocorre més sovint en subjectes dependents de les benzodiazepines i conclou que els antibiòtics del grup de les fluorquinolones hauria de ser contraindicat en pacients dependents de les benzodiazepines o estan en abstenció de les mateixes. Una persona amb un sistema GABA ja compromès, per exemple per abstenció de benzodiazepines, està possiblement en un major risc de reaccions adverses greus.
Els antiinflamatoris no esteroidals tenen algunes propietats antagonistes GABA suaus i alguns poden fins i tot desplaçar benzodiazepines del seu lloc d'allotjament d'acord amb investigacions amb animals. Aquests no causen un antagonisme tan potent de les funcions GABA com les fluorquinolones. No obstant això, els antiinflamatoris no esteroidals presos en conjunt amb fluorquinolones causen un increment molt significant en l'antagonisme GABA que pot resultar en un molt greu antagonisme GABA, toxicitat GABA, convulsions i altres efectes adversos greus.
La psicosi causada per l'abstenció de benzodiazepines, generalment no respon a agents antipsicòtics. Els antipsicòtics haurien de ser evitats durant l'abstenció de benzodiazepines atès que tendeixen a agreujar els símptomes d'abstenció, incloent les convulsions. Alguns agents antipsicòtics poden ser més perillosos que altres durant l'abstenció, especialment clozapina, olanzapina o fenotiazines de baixa potència (per exemple clorpromazina) pel seu menor llindar de convulsions i que pot empitjorar els efectes de l'abstenció: si són usats cal molta cura.

Es va descobrir que afegir un antidrepressiu ISRS és de poca ajuda en el tractament de l'abstenció de benzodiazepines. De la mateixa manera, es va descobrir que l'addició de progesterona no és efectiu per al maneig de l'abstenció de benzodiazepines.
A vegades és recomanat evitar o reduir el consum de cafeïna a causa d'informes que empitjora els símptomes d'abstinència i per les seves propietats estimulants. És interessant que almenys un estudi en animals va demostrar alguna modulació del lloc d'allotjament de la benzodiazepina causada per la cafeïna, la qual cosa redueix el llindar de convulsions.
Una vegada que un individu addicte o físicament dependent de les benzodiazepines ha suspès satisfactòriament les benzodiazepines, hauria d'evitar prendre benzodiazepinas ocasionalment tant com drogues de tolerància creuada com ara alcohol, barbitúrics, o drogues anàlogues de les benzodiazepines -conegudes com a «drogues Z» o «Z drugs» en anglès- les quals tenen un mecanisme d'acció similar; per un període d'entre quatre mesos i dos anys depenent de la bioquímica personal.Això és degut al fet que s'ha demostrat que la tolerància a les benzodiazepines està encara present després de la seva suspensió per aquest període. En aquests pacients un cop suspès les benzodiazepines, una nova exposició inclusivament a dosis baixes usualment resulta en una reactivació de la tolerància i de la síndrome d'abstenció. L'alcohol fins i tot usat poc o moderadament, s'ha descobert com un indicador significatiu de fracàs en la suspensió, probablement a causa de la seva tolerància creuada amb les benzodiazepines.

### El procés de la suspensió
La desintoxicació d'individus dependents de les benzodiazepines és sovint duta a terme utilitzant una dosi equivalent, ja sigui de diazepam o clordiazepóxido, a la benzodiazepina de la qual l'individu és dependent i amb reduccions esglaonades d'un 10% cada 2 a 4 setmanes depenent en la gravetat de la dependència i la resposta del pacient a les reduccions. No obstant això, si la suspensió és duta a terme prou lentament i preferentment usant una dosi equivalent de diazepam o clordiazepòxid, molts pacients dependents de les benzodiazepines descobreixen que experimenten pocs o cap símptoma d'abstenció quan arriba el moment de prendre l'última dosi de 0, 5 mg de diazepam o els 5 mg de clordiazepòxid.
Aquells que el van suspendre suficientment lentament, però encara experimenten els efectes de l'abstenció, usualment troben que majoritàriament els símptomes d'abstenció han desaparegut després d'uns pocs mesos. És important remarcar que la vida mitjana del diazepam i clordiazepòxid tant com altres benzodiazepines de vida mitjana perllongada és dues vegades més llarga en la gent gran comparat amb individus més joves. Molts metges no ajusten la dosi de benzodiazepines d'acord amb l'edat en pacients majors.
Es recomana emfàticament que durant la suspensió de benzodiazepines es faci servir diazepam (Valium) o clordiazepòxid (Librium), atès que estan disponibles en dosis de baixa potència a més de tenir una vida mitjana més llarga que la majoria de les altres benzodiazepines -com el lorazepam (Ativan) o l'alprazolam (Trankimazin, Alplax) - i, per tant, fan possible una suspensió amb menys alts i baixos.
Pot ser molt difícil suspendre satisfactòriament si l'addicció és d'una benzodiazepina hipnòtica de vida mitjana curta o intermèdia com ara temazepam (Normison), lorazepam (Ativan) o alprazolam (Alplax), atès que la síndrome d'abstinència pot ser molt intens i debilitant.
No fer servir la correcta equivalència per passar d'una benzodiazepina a una altra, tant durant la teràpia o en el curs de la suspensió, pot produir reaccions greus d'abstinència (veure taula d'equivalències en Llista de benzodiazepines). Això va ser documentat en un cas reportat en la literatura mèdica d'un home que havia estat prenent dosis de lorazepam i alprazolam equivalents a 60 mg de diazepam per dia. Es va substituir d'aquesta dosi a només 7 mg de diazepam per dia. En les següents 36 hores el pacient va desenvolupar símptomes somàtics i es va convèncer que tenia una patologia subjacent i intempestivament va intentar suïcidar-se apunyalant a l'abdomen i causant-se ferides serioses que van requerir cirurgia d'emergència. Els seus símptomes i intent de suïcidi van ser diagnosticats pel seu metge clínic i psiquiatra com abstinència de benzodiazepines. Després el pacient va intentar novament suspendre les benzodiazepines però ho va fer molt ràpid amb reduccions erràtiques de la dosi i novament va intentar suïcidar-infligint serioses ferides punxants en el seu coll i pit que van resultar en el seu ingrés en unaunitat psiquiàtrica. L'autor va advertir que l'Autolesió pot presentar-se durant l'abstenció de benzodiazepines.

### Controvèrsia
En determinades circumstàncies, un centre de desintoxicació o algun altre tipus de centre d'internament s'encarrega de la suspensió d'una benzodiazepina «en sec», reemplaçant la benzodiazepina per una reducció ràpida d'una o dues setmanes de fenobarbital -un barbitúric - per prevenir convulsions. La majoria dels doctors i altres autoritats mèdiques estan d'acord que en la majoria dels casos una reducció lenta és preferible a una ràpida o una suspensió «en sec» de les benzodiazepines.
Un mètode menys dur és el reemplaçament per fenobarbital seguit per una reducció lenta de la mateixa. En un estudi de comparació es va descobrir que una desintoxicació ràpida usant benzodiazepines és superior a una desintoxicació ràpida usant fenobarbital.
Sovint individus dependents de les benzodiazepines són considerats «addictes» quan es presenten al seu doctor amb símptomes d'abstenció i equivocadament són derivats a un centre d'abús de drogues. Aquestes derivacions només són apropiades per a abusadors de drogues i no per no-abusadors que depenen físicament de les benzodiazepines.
Aquestes desintoxicacions de les benzodiazepines poden ser molt problemàtiques a causa dels extremadament prolongats i greus símptomes d'abstenció que pot provocar.
Això pot conduir a la ruptura de matrimonis, fracàs de negocis, fallides, ingrés a un hospital i el més seriós efecte advers que és el suïcidi.
L'índex d'èxits d'una suspensió abrupta o massa ràpida és bastant baix amb un gran nombre d'abandonaments i fracassos. Amb un programa de suspensió gradual i lenta l'índex d'èxits és d'entre el 88 i 100%.
Una suspensió massa ràpida, la manca d'explicacions i la manca de transmissió de confiança als individus que el que estan experimentant són símptomes d'abstenció i que són temporals ha portat a algunes persones a experimentar un augment de la por i pànic a tornar-se bojos, algunes persones desenvolupen com a resultat una condició similar al trastorn per estrès posttraumàtic. Un règim de suspensió lent acompanyat de transmissió de confiança sembla millorar el resultat per als individus que estan suspenent el consum de benzodiazepines.
Investigacions més recents es mostren prometedores pel que fa a l'ús de flumazenil en el tractament de la desintoxicació de benzodiazepines.
S'ha descobert que el flumazenil estimula la reversió de la tolerància i la normalització de la funció de receptors. No obstant això, cal més recerca en la forma de proves aleatòries per demostrar el seu rol en el tractament de l'abstinència de benzodiazepines. El flumazenil estimula la regulació a l'alça i reverteix el desacoblament dels receptors de les benzodiazepines als receptors GABA per tant revertint la tolerància i reduint els símptomes d'abstinència i l'índex de recaigudes.
A causa de la limitada investigació i experiència, i els possibles riscos involucrats, el mètode de desintoxicació amb flumazenil és controvertit i el procediment només pot ser portat a terme amb el pacient ingressat en un centre i sota supervisió mèdica.
Hi ha algunes investigacions fetes d'un altre fàrmac anomenat imidazenil per al tractament de l'abstinència de benzodiazepines, però actualment no és usada amb aquesta finalitat.
Es va descobrir que la carbamazepina, un anticonvulsiu, no és efectiu per prevenir que passi el estat epilèptic durant l'abstinència de benzodiazepines en dos pacients que estaven prenent clonazepam com un agent antiepilèptic per un desordre convulsiu preexistent.

## Prognosi
La dependència de les benzodiazepines és potencialment una condició clínica seriosa i la seva síndrome d'abstinència és complex i sovint prolongat en el temps. Els pacients tenen sovint símptomes d'abstinència persistents de 6 mesos a un any, i inclusivament més temps. Els símptomes poden incloure ansietat, irritabilitat, insomni i hipersensibilitat a la llum i el so. Un nombre reduït de persones que suspenen el consum de benzodiazepines experimenta una síndrome d'abstinència prolongat greu, el qual pot incloure símptomes com ara parestèsia i psicosi. Aquests símptomes ocorren tot i no haver-hi un historial preexistent dels mateixos. És important distingir entre la reaparició d'un desordre preexistent, l'empitjorament d'un desordre preexistent a causa d'una síndrome d'abstinència prolongat i símptomes purament causats per la síndrome d'abstinència prolongat. Els símptomes d'abstinència prolongats en el temps gradualment desapareixen mentre que els símptomes, per altres causes no milloren. La síndrome d'abstinència prolongat pot imitar una gamma de desordres mèdics i psiquiàtrics incloent esquizofrènia, depressió agitada, trastorn d'ansietat generalitzada, trastorn de pànic i convulsió parcial complexa.
Els símptomes d'abstinència prolongats poden estar marcats per períodes de dies bons i dies dolents. En els diaris increments de símptomes que apareixen durant l'abstinència perllongada, poden aparèixer canvis fisiològics incloent pupil·les dilatades, així com augment de la pressió sanguínia i la freqüència cardíaca. S'ha proposat que els canvis en els símptomes són deguts a canvis en la sensibilitat dels receptors GABA durant la reversió del procés de tolerància.
Els símptomes prolongats d'abstinència fan referència a símptomes persistents per molt temps, potser per un any o més. Els pacients que experimenten símptomes prolongats d'abstinència de benzodiazepines, els quals ocorren més comunament causa d'una suspensió massa ràpida, poden ser tranquil·litzats atès que l'evidència mostra que els símptomes continuen disminuint i es normalitzen en el període de diversos mesos a alguns anys. Entre un 10% i un 15% dels pacient que suspenen les benzodiazepines poden experimentar una síndrome d'abstinència prolongada. Hi ha evidència que indica que una reducció lenta de la dosi redueix significativament el risc d'un estat d'abstinència greu i / o prolongat. No hi ha cura coneguda per a la síndrome d'abstinència prolongada de benzodiazepines, excepte el pas del temps. La síndrome d'abstinència prolongada pot estendre's per diversos mesos entre un 10% i un 15% dels estudiats i per a un nombre menor de pacients per alguns anys.
Estudis de seguiment després de l'etapa d'abstinència aguda inicial han demostrat que per a molts pacients els símptomes milloren amb el pas el temps, moltes vegades fins al punt en què poden continuar amb les seves vides amb normalitat, fins i tot després d'anys d'incapacitat causada per l'ús crònic de benzodiazepines.
Les causes de la persistència dels símptomes d'abstinència de benzodiazepines són una combinació de factors farmacològics -com ara la permanència de canvis en els receptors causats per la medicina- i psicològics. Tots dos són causats per les benzodiazepines i per la suspensió del seu consum. És possible en alguns casos de consumidors de dosis particularment altes, el dany cerebral o neuronal estructural.
Hi ha pertorbacions sensorials causades per l'abstinència -les quals poden ser agudes o prolongadas- que estan entre les característiques clíniques de la síndrome d'abstinència de benzodiazepines. La descontinuació de benzodiazepines pot causar brunzits a les orelles -acúfens- de manera perllongada, persistint per diversos mesos o fins a més d'un any després de la suspensió de dosis terapèutiques de benzodiazepines. L'aparició dels acúfens ocorre durant la reducció de la dosi o la descontinuación de benzodiazepines i és alleujat per la reinstauració de les benzodiazepines.
Un assaig clínic en pacients prenent alprazolam (Alplax) per només 8 setmanes, manifestà símptomes prolongats de dèficit de la memòria, els quals encara estaven presents després de 8 setmanes de suspendre l'alprazolam.
Un metaanàlisi de la literatura sobre el tema, va mostrar que el menyscabament cognitiu causat pel consum de benzodiazepines presenta una millora sis mesos després de la suspensió però pot ser permanent o requerir més de sis mesos per revertir.
Un assaig neurofisiològic en un grup de pacients amb símptomes persistents d'abstinència de benzodiazepines van trobar que els indicadors psicofisiològics diferien dels indicadors d'ansietat normals. L'estudi d'aquest grup de pacients va concloure que els símptomes d'abstinència prolongats eren una condició iatrogènica genuïna causada per la prescripció durant períodes prolongats de benzodiazepines.
La companyia farmacèutica Hoffmann-La Roche -inventora tant de les primeres poques benzodiazepines tant com la majoria d'elles, com ara Librium (clordiazepóxido), Valium (diazepam), Rohipnol (flunitrazepam), Dormicum (midazolam) i Klonopin / Rivotril (clonazepam) - en una publicació d'informació del producte flumanezil de l'any 2007, reconeix l'existència de la síndrome d'abstinència de benzodiazepines prolongada i recomana que aquesta medicina no sigui utilitzada per tractar-la.

### Exemples
Alguns dels símptomes comuns de la síndrome d'abstinència prolongada són: dèficit cognitiu, problemes gastrointestinals, insomni, acúfens, parestèsia (pessigolleig i adormiment), dolor en les extremitats, dolor muscular, debilitat, tensió, tremolors dolorosos, atacs de tremolors, espasmes i blefaroespasme.

### Efecte del flumazenil
Lader i Morton van dur a terme un estudi sobre els efectes de l'flumazenil (antagonista el receptor de les benzodiazepines) en els símptomes d'abstinència persistents després de concloure la suspensió. Els subjectes de l'estudi havien passat entre un mes i cinc anys sense consumir benzodiazepines, però tots presentaven efectes de l'abstinència persistent en diferents graus. Aquests símptomes incloïen pensament enterbolit, cansament, símptomes musculars com ara tensió al coll, despersonalització, rampes i tremolors, i símptomes perceptuals característics de l'abstinència de benzodiazepines, com ara parestèsia, cremor a la pell, dolor i sensacions subjectives de distorsions corporals. Es va descobrir que la teràpia amb 0,2–2 mg de flumanezil per via intravenosa disminuïa aquests símptomes, fent un control de l'estudi amb placebo. Això és interessant atès que els antagonistes el receptor de les benzodiazepines no tenen efectes clínics. L'autor de l'estudi va suggerir que l'explicació més raonable és que l'ús de les benzodiazepines en el passat i la seva subseqüent tolerància hauria bloquejat la conformació del complex receptor GABA - BZD en una conformació agonista inversa, i l'antagonista flumanezil retorna als receptors de les benzodiazepines a la seva sensibilitat original. En aquest estudi es va trobar que el flumanezil és un tractament reeixit per a la síndrome d'abstinència de benzodiazepines prolongat, però va ser indicat que és necessària més investigació.
Un estudi pel Prof. Borg a Suècia va produir resultats similars en pacients que patien abstinència perllongada.

## En els majors
Es va descobrir en un estudi amb ancians dependents de les benzodiazepines que la suspensió es podia dur a terme amb escasses complicacions i que podia portar a una millora de la son i la habilitats cognitives. A les 52 setmanes de la suspensió reeixida es va detectar una millora de l'estatus cognitiu del 22% tant com un millor funcionament social.
Aquells que van continuar consumint benzodiazepines van experimentar un descens del 5% de les habilitats cognitives el qual va aparentar ser més ràpid que el vist en l'envelliment normal, suggerint que com més llarg el consum de benzodiazepines pitjor es feien els seus efectes en la funció cognitiva.
Es va detectar un empitjorament dels símptomes en els primers mesos d'abstinència, però en el seguiment a les 24 setmanes, els subjectes havien millorat notòriament comparats amb aquells que van continuar consumint benzodiazepines. Es van veure millores en el son i precisió en el processament d'informació en el seguiment a les 24 setmanes després de la suspensió i en el seguiment a les 52 setmanes es van detectar més millores encara.
Els autors van concloure que les benzodiazepines no eren efectives a llarg termini en el tractament de problemes del son excepte per suprimir l'insomni de rebot causat per l'abstinència.
Hi va haver algunes habilitats cognitives que no van millorar les quals són susceptibles tant a les benzodiazepines com a l'edat com ara la memòria episòdica.
Els autors però van citar un estudi en pacients més joves els quals en un seguiment als 3 anys i mig no mostraven menyscapte en la memòria i van especular que a certes funcions de la memòria els pren més temps recuperar-se del consum crònic de benzodiazepines i que podrien ocórrer més millores en les funcions cognitives de la gent gran després de 52 setmanes de la suspensió.
La raó per la qual va prendre 24 setmanes a ser vistes les millores després del cessament del consum de benzodiazepines va ser a causa del període que li pren al cervell per adaptar-se a un mitjà lliure de benzodiazepines.
La gent més jove també experimenta deteriorament en la memòria visual espacial però no és tan vulnerable com la gent gran.
Va aparèixer una millora en els temps de reacció a les 52 setmanes en els pacients grans, aquesta és una funció important, especialment si condueixen un cotxe a causa del risc d'accidents de trànsit.
Es va descobrir en un seguiment després de 24 setmanes que el 80% de les persones ja havia suspès satisfactòriament les benzodiazepines. Part de l'èxit va ser atribuït a l'ús de placebo com a part de l'assaig, el qual va trencar amb la barrera de la dependència psicològica de les benzodiazepines de la gent gran que es van assabentar que havien acabat la seva reducció gradual de la dosi diverses setmanes més tard d'haver-ho fet efectiu i que només estaven prenent placebo. Això els va ajudar a donar-los confiança que podien dormir sense les seves pastilles. Els autors també van advertir de la similitud en la farmacologia i mecanisme d'acció de les més noves drogues anàlogues de les benzodiazepines conegudes com a «drogues Z».

## Durant l'embaràs

### Síndrome d'abstinència en nounats
Les benzodiazepines, especialment quan es prenen durant el tercer trimestre, poden causar una síndrome d'abstinència de benzodiazepines greu en el nounat amb símptomes des hipotonia i desgana de mamar fins atacs d'apnea, cianosi, deteriorament de la resposta metabòlica al fred i convulsions. S'ha informat que la síndrome d'abstinència de benzodiazepines en nounats després del naixement dura des d'algunes hores fins a mesos.

### Abstinència durant l'embaràs
La suspensió abrupta de benzodiazepines o antidepressius a causa de pors relacionats amb l'efecte teratològic de la medicació té un gran risc de causar complicacions serioses i, per tant, no està recomanat.
Per exemple la suspensió abrupta de benzodiazepines o antidepressius té un gran risc de causar símptomes d'abstenció extrems incloent ideació suïcida i, en cas d'existir, un efecte rebot greu en malalties mentals subjacents.
Això pot portar a l'hospitalització de la dona embarassada i potencialment pot induir intents de suïcidi i en conseqüència la potencial mort de la mare i el fetus.
Un estudi reporta que un terç de les mares que van discontinuar sobtadament o van reduir molt ràpid la seva medicació adopten una actitud marcadament suïcida causa de «símptomes insuportables». Una dona va realitzar un avortament mèdic perquè va sentir que no podia bregar amb la situació i una altra dona va consumir alcohol en un intent de combatre els símptomes d'abstenció de les benzodiazepines.
La suspensió abrupta de medicacions psicotròpiques, incloent les benzodiazepines, pot resultar en un avortament espontani. L'estudi reporta que els metges en general no són conscients de les greus conseqüències que comporta la suspensió abrupta de medicines psicotròpiques com ara les benzodiazepines o els antidepressius.